# 王義 (成化進士)
王義（1431年—？），字循理，陝西延安府鄜州洛川縣人，明朝政治人物。進士出身。

## 生平
陝西鄉試第四十八名。成化二年（1466年）丙戌科會試第二百六名，殿試登進士第三甲第二百零九名。

## 家族
曾祖父王敏道。祖父王思誠。父亲王輝。